# Paule Élisabeth Cerioli
Paule Élisabeth Cerioli (en italien Paola Elisabetta Cerioli), Soncino le 28 janvier 1816 - Seriate le 24 décembre 1865, est une religieuse italienne fondatrice des Sœurs de la Sainte Famille de Bergame et de la congrégation de la Sainte Famille de Bergame pour l'apostolat rural. 

## Enfance
Paola est née dans la province de Crémone le 28 janvier 1816. Ses parents, Francesco Cerioli et Francesca Corniani, étaient de riches propriétaires terriens, de profonde conviction chrétienne.
L'enfant naquit chétive, et dut recevoir le baptême dans sa maison, avant de pouvoir être baptisée officiellement à l'église. 
Très jeune, avec l'aide de sa mère, elle prit conscience de la misère qu'elle voyait autour d'elle, surtout chez les gens de la campagne de Sancino où elle demeurait.
Paola fut confiée aux sœurs visitandines d'Alzano Lombardo, province de Bergame où se trouvait déjà sœur Giovanna, sa tante. Elle y fit de studieuses études pendant presque cinq ans.

## Mariage
Elle avait 19 ans quand ses parents la marièrent à Gaetano Busecchi, un veuf de 58 ans, héritier des comtes Tassis de Comonte di Seriate.
Paola, épouse docile et attentionnée, eut quatre enfants. Trois moururent à la naissance, et elle perdit son dernier fils, Carlino, alors qu'il n'avait que 16 ans.
Quelques mois plus tard, son mari décéda, la laissant seule héritière d'un important patrimoine. Ces évènements la laissèrent dans un état de profonde dépression où elle fut soutenue par l'évêque de Bergame Mgr Pietro Luigi Speranza (it) et son coadjuteur Mgr Alessandro Valsecchi. Ceux-ci encouragèrent sa foi intense et sa laborieuse charité, la dirigeant vers les enfants et les pauvres, au service de Dieu.

## Vocation et fondation
Peu de temps après la mort de son mari, elle ouvre son palais de Comonte (hameau de Seriate) aux filles abandonnées, et c'est là, qu'en 1857, avec l'aide de cinq compagnes, elle fonde les Sœurs de la Sainte Famille de Bergame
Elle eut à subir bon nombre de difficultés. Toutefois, le 4 novembre 1863, elle réussit à mettre à la disposition de jeunes garçons sans ressources sa propriété de Villacampagne (hameau de Soncino). Elle en confia la direction à son premier collaborateur, frère Giovanni Capponi.
Elle continua de son côté à ouvrir des instituts, qui se consacrèrent à l'éducation morale et religieuse des paysans à une époque où n'existait aucune structure pour eux. Elle avait pris pour modèle la Sainte Famille, souhaitant que ses communautés religieuses soient semblables à des familles chrétiennes, accueillantes et laborieuses. Elle en écrivit elle-même les règles, qui furent approuvées par l'évêque de Bergame.
Paola a vécu dans des temps difficiles. La province de Bergame, comme d'autres provinces de Lombardie ou de Vénétie, étaient sous la domination de l'Empire autrichien, au milieu de courants libéraux et nationalistes qui s'opposaient.
Par sa confiance absolue dans la providence, par son humilité, sa ténacité et sa foi profonde, malgré sa santé chancelante, Paola Elisabetta réussit à vaincre les obstacles et à finaliser son œuvre de charité.
Elle mourut à Comonte (Seriate) le 24 décembre 1865, tandis que les instituts qu'elle avait fondés continuaient à prospérer.

## Citation
Son fils Carlino, alors qu'il allait mourir, lui avait dit : « Maman, ne pleure pas, Dieu te donnera d'autres enfants ».

## Béatification et canonisation
- Paola Elisabetta fut béatifiée le 19 mars 1950, pendant l'Année sainte, par le pape Pie XII.
- Elle fut canonisée par le pape Jean-Paul II le 16 mai 2004.

Paola Elisabetta Cerioli fut canonisée le même jour que :
- Luigi Orione (1872-1940),
- Annibale Maria Di Francia (1851-1927),
- Joseph Manyanet y Vives (1833-1901),
- Nimatullah Kassab Al-Hardini(1808-1858),
- Gianna Beretta Molla (1922-1962).